# تئودور استیگ
تئودور استیگ (فرانسوی: Théodore Steeg‎؛ ۱۹ دسامبر ۱۸۶۸ – ۱۹ دسامبر ۱۹۵۰) سیاستمدار اهل فرانسه بود.